# 香港の夜
『香港の夜』（ほんこんのよる）は、1961年7月1日に公開された日本映画。制作は東宝とキャセイ・オーガニゼーション。配給は東宝。監督は千葉泰樹。

## 概要
主演は宝田明。千葉泰樹が監督したメロドラマ。香港の女優・尤敏が共演、この後『香港の星』（1962年）・『ホノルル・東京・香港』（1963年）といった『香港』シリーズが続く。また尤敏は、香港を舞台とした『社長シリーズ』作品『社長洋行記』・『続・社長洋行記』（以上1962年）にも助演している。
東宝独自の4チャンネルステレオ音響システム「多元磁気立体音響」が初めて導入された。

## キャスト
- 田中弘：宝田明
- 木村恵子：司葉子
- 呉麓紅・王阿成： 尤敏
- 謝玉蘭：草笛光子
- 張千里：王引
- 王阿福：金伯健
- 鄭青竜：中村哲
- 石河省三：藤木悠
- 泉支社長：小泉博
- 女事務員：メリー・マック
- 部長：清水元
- 同僚Ａ：土屋嘉男
- 同僚Ｂ：山本廉
- 同僚Ｃ：野村浩三
- 同僚Ｄ：三島耕
- 松山好子：木暮実千代
- 松山健吉：加東大介
- 松山清子・田中幸子：笹るみ子
- 松山加代：村瀬幸子
- 木村隆造：上原謙
- 木村俊江：東郷晴子
- 木村明子：浜美枝
- 田中吾郎：岡部正
- 雲仙旅館女中：三田照子
- 雲仙旅館番頭：小川安三
- スリの男：堺左千夫
- 壮漢Ａ：広瀬正一
- 壮漢Ｂ：中山豊
- 旗亭の女将：馬野都留子
- アパート掃除婦：中野トシ子
- ダンスホールの支配人：土屋詩朗
- 香港の空港にいるインド人女性 : 真理アンヌ

## スタッフ
- 監督：千葉泰樹
- 脚本：井手俊郎
- 製作：藤本真澄、鍾啓文
- 撮影：西垣六郎
- 美術：河東安英、費伯夷
- 音楽：松井八郎
- 録音：小沼渡
- 照明：西川鶴三
- スチル：吉崎松雄